# Notholmen (Kalixrivier)
Notholmen is een cirkelvormig onbewoond eiland in de stroming van Zweedse Kalixrivier.De rivier stroomt hier door het Kamlungeträsket. Het heeft geen oeververbinding; het ligt midden in de stroming. De oppervlakte van het eiland is nauwelijks 1 hectare.